# فرناندو سوتو (ممثل)
فرناندو سوتو (بالإسبانية: Fernando Soto)‏ هو ممثل إسباني، ولد في 18 أكتوبر 1968 بمدريد في إسبانيا.
ت

## أعمال

### أفلام
- (2009) الزنزانة 211

## وصلات خارجية
- فرناندو سوتو على موقع IMDb (الإنجليزية)
- فرناندو سوتو على موقع قاعدة بيانات الفيلم (الإنجليزية)